# Phyllophaga ferruginea
Phyllophaga ferruginea är en skalbaggsart som beskrevs av Moser 1918. Phyllophaga ferruginea ingår i släktet Phyllophaga och familjen Melolonthidae. Inga underarter finns listade i Catalogue of Life.